# Am I Not Your Girl?
Am I Not Your Girl? es el tercer álbum de la cantante irlandesa Sinéad O'Connor y la continuación del gran éxito I Do Not Want What I Haven't Got. Es una colección de versiones de estándares de jazz en su mayoría, que O'Connor describe como «las canciones que crecí escuchando y que me hicieron querer ser cantante». El título del álbum proviene de la canción «Success Has Made a Failure of Our Home». El álbum está dedicado a la gente de la ciudad de Nueva York y especialmente a las personas sin hogar que O'Connor conoció en St. Mark's Place. 
El álbum no obtuvo muchos elogios de la crítica, quizás porque O'Connor se había convertido en una artista importante en el género pop moderno debido a su álbum anterior I Do Not Want What I Haven't Got y este álbum estaba compuesto por canciones escritas desde 1936 hasta 1978. Esto, junto con la controversia del Garden State Arts Center y una introducción en el álbum en la que menciona el abuso sexual, la adicción, el abuso emocional y pregunta «¿Où est le roi perdu? [traducción: “¿Dónde está el rey perdido?”] Si estás por ahí, quiero verte»,  llevó a O'Connor a perder gran parte del impulso comercial que su carrera había acumulado hasta entonces.
La promoción del álbum estuvo marcada por una controvertida aparición en Saturday Night Live, donde O'Connor rompió una foto del Papa Juan Pablo II, lo que provocó el escrutinio público y de los medios.

## Promoción
El 3 de octubre de 1992, O'Connor apareció en Saturday Night Live como invitada musical y cantó el sencillo principal del álbum, «Success Has Made a Failure of Our Home». Luego estaba programada para cantar «Scarlet Ribbons» del álbum, pero el día antes de la aparición cambió a «War», una canción de Bob Marley que pretendía como una protesta contra el abuso sexual de niños en la Iglesia Católica, refiriéndose a los niños. abuso en lugar de racismo. Durante la actuación, O'Connor usó un collar con la estrella rastafari y también tenía una bufanda con la estrella rastafari y etíope colores rojo, verde y dorado. Luego presentó una foto del Papa Juan Pablo II a la cámara mientras cantaba la palabra «maldad», después de lo cual rompió la foto en pedazos, mientras decía «lucha contra el verdadero enemigo».
La acción de O'Connor provocó un frenesí público y mediático. NBC recibió más de 500 llamadas el domingo, y 400 más el lunes, con todas menos siete criticando a O'Connor; la red recibió 4.400 llamadas en total. Contrariamente a los rumores, NBC no fue multada por la Comisión Federal de Comunicaciones por el acto de O'Connor; la FCC no tiene poder regulatorio sobre tal comportamiento. NBC no editó la actuación de la transmisión en diferido de cinta de la Costa Oeste esa noche. A partir de 2016, a pesar de los miles de casos de abuso sexual infantil ahora bien documentados probando la acusación de O'Connor, NBC aún se niega a retransmitir la secuencia, con reposiciones del episodio utilizando imágenes del ensayo general.

## Canciones
| Am I Not Your Girl? listado de pistas |                                                                             |          |  |
| N.º                                   | Título                                                                      | Duración |  |
| 1.                                    | «Why Don't You Do Right?»                                                   | 2:30     |  |
| 2.                                    | «Bewitched, Bothered and Bewildered»                                        | 6:15     |  |
| 3.                                    | «Secret Love»                                                               | 2:56     |  |
| 4.                                    | «Black Coffee»                                                              | 3:21     |  |
| 5.                                    | «Success Has Made a Failure of Our Home»                                    | 4:29     |  |
| 6.                                    | «Don't Cry for Me Argentina»                                                | 5:39     |  |
| 7.                                    | «I Want to Be Loved by You»                                                 | 2:45     |  |
| 8.                                    | «Gloomy Sunday»                                                             | 3:56     |  |
| 9.                                    | «Love Letters»                                                              | 3:07     |  |
| 10.                                   | «How Insensitive»                                                           | 3:28     |  |
| 11.                                   | «Scarlet Ribbons»                                                           | 4:14     |  |
| 12.                                   | «Don't Cry for Me Argentina» (Instrumental)                                 | 5:10     |  |
| 13.                                   | «Personal message about pain (Jesus and the Money Changers)» (Pista oculta) | 2:00     |  |

### Lanzamiento japonés
Solo aparecen tres bonus tracks exclusivos en algunas copias del lanzamiento japonés original de este álbum: «My Heart Belongs to Daddy», «Almost in Your Arms» y «Fly Me to the Moon».

## Gráficos
| Gráfico (1992)                    | Posición |
| --------------------------------- | -------- |
| Australia (ARIA)                  | 17       |
| Austria (Ö3 Austria)              | 9        |
| Países Bajos (Album Top 100)      | 15       |
| Alemania (Offizielle Top 100)     | 24       |
| Nueva Zelanda (Recorded Music NZ) | 5        |
| Suecia (Sverigetopplistan)        | 16       |
| Suiza (Schweizer Hitparade)       | 11       |
| Reino Unido (UK Albums Chart)     | 6        |
| Estados Unidos (Billboard 200)    | 27       |

| Gráfico (1992)               | Posición |
| ---------------------------- | -------- |
| Dutch Albums (Album Top 100) | 82       |

| Gráfico (1993)               | Posición |
| ---------------------------- | -------- |
| Dutch Albums (Album Top 100) | 63       |

## Certificaciones
| Región              | Certificación | Unidades vendidas |
| ------------------- | ------------- | ----------------- |
| Países Bajos (NVPI) | Oro           | 50 000            |
| España (PROMUSICAE) | Oro           | 50 000            |
| Suiza (IFPI)        | Oro           | 25 000            |
| Reino Unido (BPI)   | Oro           | 100 000           |
| Estados Unidos      | Oro           | 306 000           |